# Ga Seodaegu
Ga Seodaegu (Tiếng Hàn: 서대구역, Hanja: 西大邱驛) là ga đường sắt trên Tuyến Gyeongbu ở Ihyeon-dong, Seo-gu, Daegu.
Ban đầu nó được lên kế hoạch làm trạm cơ sở vận chuyển hàng hóa và kể từ khi bắt đầu xây dựng, cơ sở hạ tầng như công trình dân dụng và việc xây dựng nhà ga đã được hoàn thành. Nhà ga hoàn thành xây dựng vào 31 tháng 3 năm 2022.

## Lịch sử
- 23 tháng 9 năm 2015: Bắt đầu nghiên cứu khả thi
- 14 tháng 12 năm 2017: Hoàn thiện thiết kế cơ sở
- 18 tháng 4 năm 2019: Khởi công xây dựng
- 9 tháng 9 năm 2021: Thông báo bảng cự ly đường sắt [6]
- 25 tháng 12 năm 2021: Hoàn thành xây dựng nhà ga.
- 31 tháng 3 năm 2022: Bắt đầu kinh doanh[7]

## Bố trí ga
| ↑ Gimcheon (Gumi) |
| \| ２             |
| Dongdaegu↓        |

| Tuyến Gyeongbu · Tuyến Gyeongjeon | KTX · SRT        | ← Hướng đi Daejeon · Seoul · Suseo |                                        |
| 2                                 | Tuyến Gyeongbu   | KTX · SRT                          | → Hướng đi Dongdaegu · Ulsan · Busan → |
| 2                                 | Tuyến Gyeongjeon | KTX                                | → Hướng đi Dongdaegu · Masan · Jinju → |